# Grassroots
Grassroots és una forma d'associació, constituït pels membres d'una comunitat. Implica que la creació del moviment i el suport del grup és natural i espontània, destacant les diferències amb comunitats promogudes per les estructures de poder.
Als Estats Units, on hi tenen el seu origen, els moviments Grassroots existeixen a nivell local, amb voluntaris en la comunitat que donen el seu temps per recolzar un partit polític local que més tard donarà suport a un partit a nivell nacional. Per exemple, un moviment d'aquest tipus anima a registrar votants per a un partit polític determinat.

## Tècniques
Els grassroots s'organitzen i creen grups de pressió de diverses formes:
- Allotjant reunions en locals i realitzant congressos anuals i/o generals
- Col·locant cartells i anuncis
- Parlant amb la gent pel carrer
- Demanant firmes
- Obtenint diners i donatius
- Col·locant taules d'informació pels carrers
- Organitzant manifestacions
- Demanant opinions a la població que seran tingudes en compte després.
- Totes elles, formes variades d'aplicació del concepte Do It Yourself, amb el qual està relacionat.